# چهل حصار
چهل حصار روستایی از توابع بخش مرکزی شهرستان اسفراین در استان خراسان شمالی ایران است.
مردم آن از کردهای کرمانجی هستند کە در دوران صفوی از کردستان تحت اشغال عثمانی به کردستان ایران آمده و سپس در خراسان سکونت گزیدند.طبق گفتهٔ ریش سپیدان این نام به خاطر وجود چهل تا حصار در اطراف روستا ، بر آن نهاده شده است و البته از آن چهل عدد حصار امروزه تنها یکی سالم باقی مانده که در جنوب غربی روستا قرار دارد. شغل مردم این روستا کشاورزی ، باغداری و دامداری ست. مهمترین محصولات کشاورزی چهل حصار ، سبزی خوردن و جارو ( به کردی کرمانجی هێڤالەک) است.
کلیم الله توحدی در کتاب اسفراین دیروز امروز ( صفحه ۲۸ ) که در اسفند ۱۳۷۴ خورشیدی منتشر کرده است ، در رابطه با چهل حصار آورده است :
دهی از دهستان زرق آباد، در جنوب غربی شهر اسفراین، روستا در جلگه قراردارد و دارای زمینها و باغهای بسیار مرغوب و حاصلخیز است . مردمش کرد هستند . از مهمترین گله داران آن ، حاج حسن خان است که در قسمت شرقی دامنه کوه آلاداغ ییلاق می‌کند و بیش از ۱۰۰۰ میش شیرده دارد . روستا دارای آب ، برق ، تلفن و اداره های دامداری و کشاورزی ست.
مولف مرآت‌البدان (جلد۴ ، صفحه ۳۰۳ ) در زمان ناصرالدین شاه می‌نویسد: « چهل‌حصار از قلعه‌های قدیم اسفراین ، جای هفت زوج گاو ملک دارد. آبش از رودخانه‌ی آوردخان(اردوخان،اوردغان ). یک رشته قنات هم دارد. سکنه ۳۵ خانوار است. »

## جمعیت
این روستا در دهستان زرق آباد قرار دارد و براساس سرشماری مرکز آمار ایران در سال ۱۳۸۵، جمعیت آن ۱٬۳۹۶ نفر (۳۲۱خانوار) بوده‌است.